# Robert Gödicke

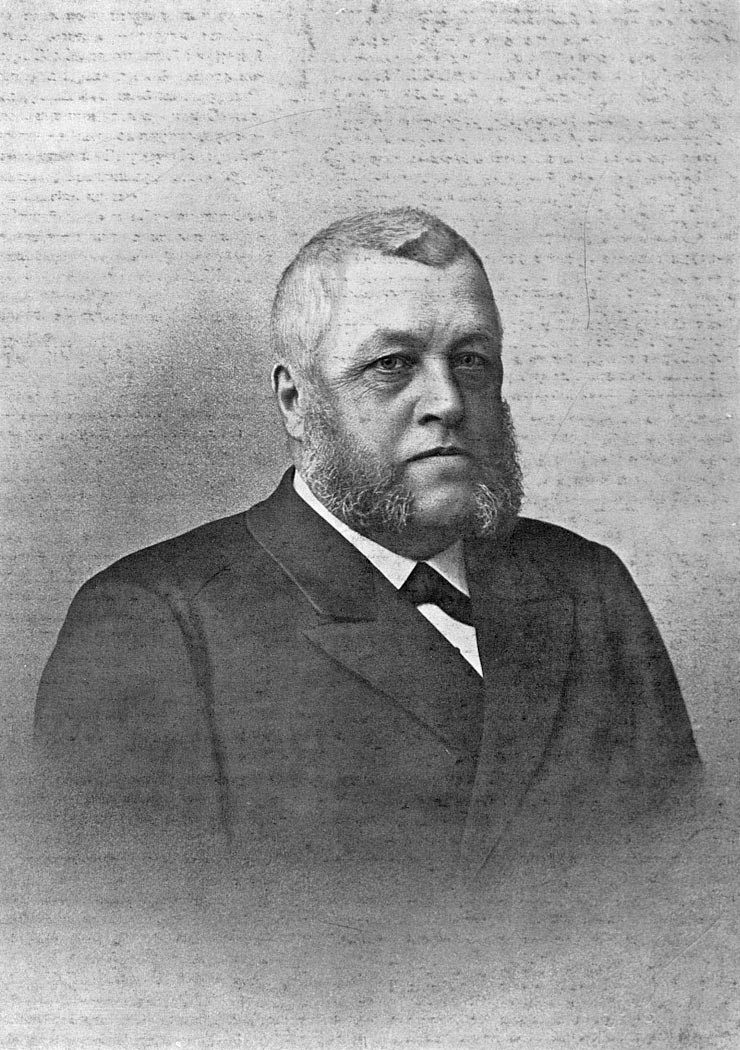
Robert Gödicke

Robert Christoph Wilhelm (Andrejewitsch) Gödicke (russisch Роберт Андреевич Гёдике; * 9. Februarjul. / 21. Februar 1829greg. in St. Petersburg; † 19. Februarjul. / 4. März 1910greg. ebenda) war ein russischer Architekt deutscher Herkunft.

## Leben
Gödicke begann nach dem Besuch der deutschen lutherischen Petrischule 1846 das Studium an der Kaiserlichen Akademie der Künste. Sein wichtigster Lehrer dort war Alexander Brjullow (älterer Bruder Karl Brjullows). Nach dem Studienabschluss 1852 studierte er auf eigene Kosten Architekturdenkmäler in Deutschland, England, Frankreich und Italien.
Gödicke war an Bauprojekten Harald Julius von Bosses für die Schlösser Snamenka bei Peterhof (1852–1853) und Michailowka bei Strelna (1856–1859) als Architekt beteiligt. Für seine Skizzen und Zeichnungen wurde ihm 1857 der Titel Akademiker verliehen. 1864 wurde er für sein Projekt eines Theaters für 2000 Zuschauer (im Architekturmuseum der Akademie der Künste) zum Professor ernannt, so dass er im folgenden Jahr an der Akademie der Künste zu lehren begann.

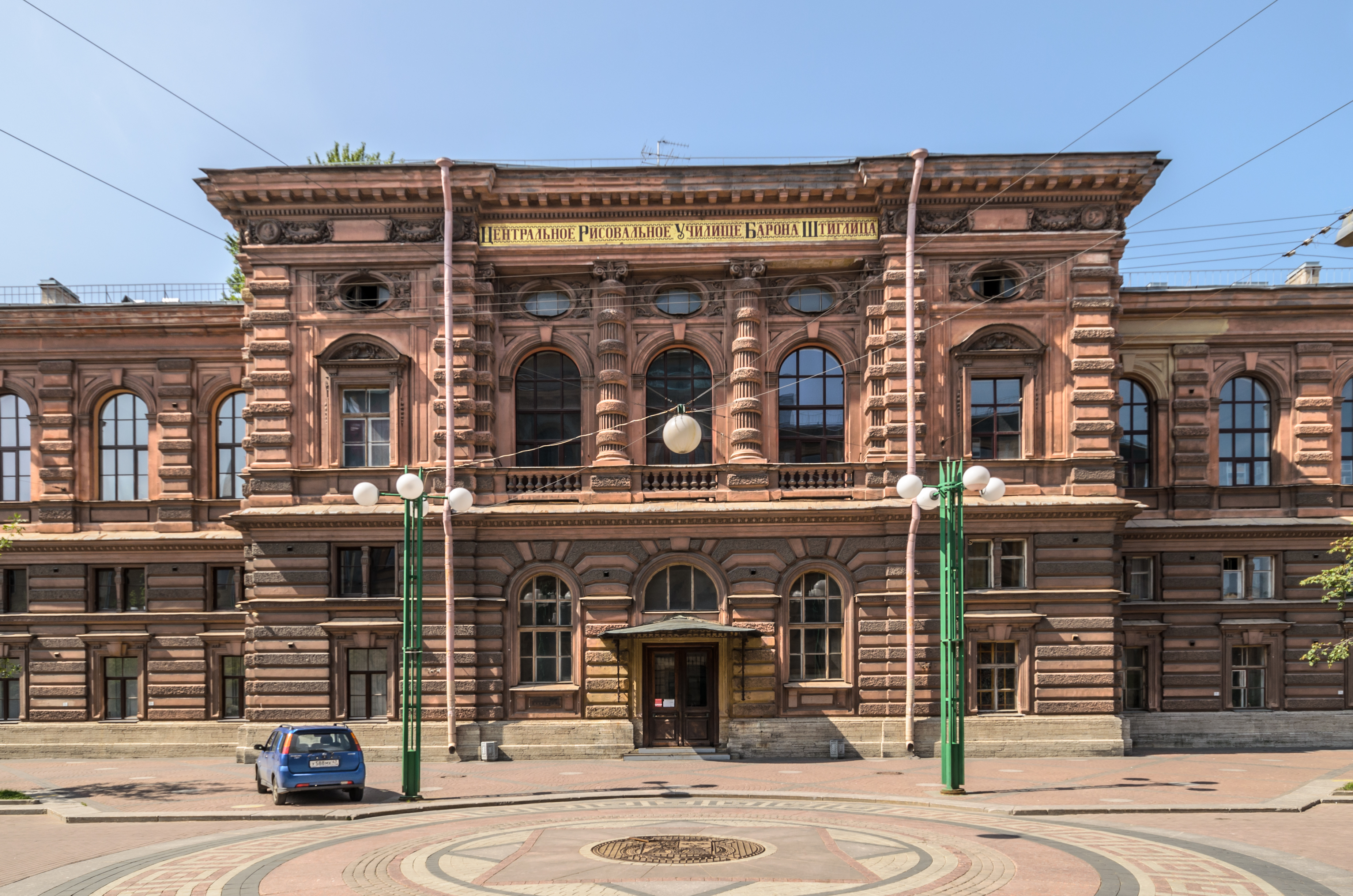
Baron-Stieglitz-Zeichenschule

Gödicke war Mitglied und Präsident verschiedener Baukomitees. 1867 gehörte er zum technisch-künstlerischen Komitee bei der Inspektion der Isaakskathedrale in St. Petersburg. Zusammen mit Alexander Krakau baute er die St. Petersburger Zentral-Schule für Technisches Zeichnen des Barons Alexander von Stieglitz. Für Paul von Derwies baute er 1871 in Trevano auf einem Hügel, auf dem sich früher eine mittelalterliche Burg befand, die Villa Castello di Trevano mit dem Architekten Francesco Botta. Dann baute er zusammen mit Nikolai Tjutjunow in Moskau das von Paul von Derwies gegründete Wladimir-Kinderkrankenhaus, das 1876 eröffnet wurde. Seine Bauten wiesen ihn als Vertreter des Eklektizismus aus.
1885–1891 war Gödicke Mitglied der Baukommission für das Kresty-Gefängnis. 1891–1894 war er Rektor der Architektur-Abteilung der Akademie der Künste. 1893–1896 baute er das neue Gebäude für das Jelisaweta-Institut für Mädchen mit der Kirche des Heiligen Spyridon im Obergeschoss. Auch baute er verschiedene Fabrikgebäude in St. Petersburg und 1897–1898 ein Wohnhaus für Arbeiter der Russisch-Amerikanischen Gummi-Manufaktur. Am Ende der 1890er Jahre wurde er Inspektor und Hauptarchitekt im Amt der Einrichtungen der Kaiserin Maria für Wohltätigkeit.
Gödicke wurde auf dem lutherischen Abschnitt des St. Petersburger Wolkowo-Friedhofs begraben.